# Naoki Tanaka (Politiker)

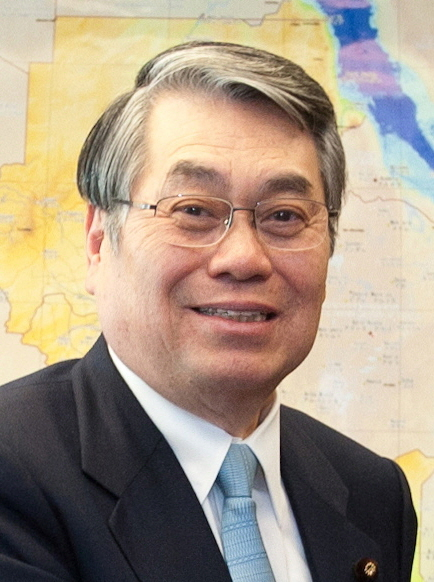
Tanaka am 19. Januar 2012 bei einem Treffen mit dem United States Army Chief of Staff Raymond T. Odierno.

Naoki Tanaka (jap. 田中 直紀, Tanaka Naoki; * 19. Juni 1940 in Kanazawa, Präfektur Ishikawa als 鈴木 直紀, Suzuki Naoki) ist ein japanischer Politiker. Er war von 1998 bis 2016 für drei Perioden Abgeordneter im Sangiin, dem Oberhaus des nationalen Parlaments, für die Präfektur Niigata, zuletzt als Mitglied der Demokratischen Fortschrittspartei.
Naoki Suzuki, der Sohn des Politikers Naoto Suzuki, wuchs in Tokio auf, studierte an der rechtswissenschaftlichen Fakultät der Keiō-Universität Politikwissenschaft und wurde nach seinem Abschluss 1965 Angestellter von Nippon Kōkan K.K. (engl. NKK Corp.; heute JFE Engineering K.K.). Er heiratete 1969 Makiko Tanaka, die Tochter von LDP-Generalsekretär Kakuei Tanaka (Tanaka-Faktion, später Parteivorsitzender-Premierminister), dessen Familiennamen er annahm. 1981 verließ er Nippon Kōkan und übernahm Leitungsfunktionen in verschiedenen Unternehmen, darunter auch im Vorstand von Echigo Kōtsū, einem Reisebus- und Immobilienunternehmen der Tanaka-Familie in der Präfektur Niigata, eine Position, die er bis heute hält.
1983 wechselte Tanaka in die Politik: Bei der Wahl 1983 zum Shūgiin, dem Unterhaus des nationalen Parlaments, wurde er im dreimandatigen 3. Wahlkreis Fukushima als LDP-Kandidat erstmals gewählt. 1986 wiedergewählt, verlor er 1990 den dritten Platz und damit sein Mandat um rund 200 Stimmen an Gōji Sakamoto (LDP, Abe-Faktion). 1993, nach dem Rückzug des langjährigen LDP-Kandidaten und ehemaligen Sozialministers Kunikichi Saitō (Miyazawa-Faktion), wurde Tanaka als einer von nur zwei LDP-Kandidaten noch einmal wiedergewählt, bevor er 1996 nach neuem Wahlrecht den Einzelwahlkreis Fukushima 5 an Gōji Sakamoto (inzwischen NFP) verlor und damit abgewählt wurde. Von 1989 war Tanaka parlamentarischer Staatssekretär im Außenministerium unter dem ersten Kabinett Kaifu.
Bei der Sangiin-Wahl 1998 kandidierte Tanaka als Unabhängiger mit Unterstützung seiner Frau und einzelner anderer Abgeordneter in der Präfektur Niigata (zwei Mandate je Wahl) und wurde mit dem höchsten Stimmenanteil gewählt. Er schloss sich danach wieder der LDP an und wurde 2001 Vizeminister im Landwirtschaftsministerium (bis September 2001). 2004 noch als LDP-Kandidat wiedergewählt, verließ er später die LDP und trat 2009 gemeinsam mit seiner Frau der DPJ bei, für die er 2010 für weitere sechs Jahre im Amt bestätigt wurde. Im Sangiin war Tanaka unter anderem Vorsitzender des Auswärtigen und Verteidigungsausschusses (2009–2010) und des Ethiksonderausschusses (ab 2010).
Vom 13. Januar bis 4. Juni 2012 war er als Verteidigungsminister im ersten umgebildeten Noda-Kabinett.
Bei der Sangiin-Wahl 2016 wechselte Tanaka in den nationalen Verhältniswahlkreis. Niigata wurde 2016 Einmandatswahlkreis, und die Demokratische Fortschrittspartei, in der die DPJ im Frühjahr 2016 aufging, einigte sich später mit drei weiteren Oppositionsparteien auf Yūko Mori – bis 2013 in der anderen Klasse für Niigata im Oberhaus – als (erfolgreiche) Einheitskandidatin der Opposition. Im Verhältniswahlkreis erhielt Tanaka mit 86.596 Stimmen nur den 16. Platz auf der Liste der Fortschrittspartei und schied somit bei nur elf Verhältniswahlsitzen insgesamt aus dem Sangiin aus.